# Micropsectra bryanti
Micropsectra bryanti е насекомо от разред Двукрили (Diptera), семейство Хирономидни (Chironomidae).